# Orchomenella perdido
Orchomenella perdido är en kräftdjursart som beskrevs av Lowry och Helen E. Stoddart 1997. Orchomenella perdido ingår i släktet Orchomenella och familjen Lysianassidae. Inga underarter finns listade i Catalogue of Life.